# 愛知県精神医療センター
愛知県精神医療センター（あいちけんせいしんいりょうセンター）は、愛知県名古屋市千種区徳川山町にある県立の精神科病院である。

## 沿革
この節の出典
- 1932年（昭和7年）12月6日 - 愛知県の病院として愛知県立精神病院（20床）を開設。
- 1946年（昭和21年）2月22日 - 愛知県立城山病院に改称。
- 2014年（平成26年）2月14日 - 全面改築前期工事着工。
- 2016年（平成28年）2月22日 - 愛知県精神医療センターに改称、神経科を廃止し4診療科体制となる。
- 2020年（令和2年）3月31日 - 愛知県の災害拠点精神科病院として指定。

## 診療科
この節の出典
- 精神科
- 児童精神科
- 内科（入院患者のみ診療）
- 歯科（入院患者のみ診療）

## 医療機関の指定・認定
下表の出典
| 保険医療機関                                                                                           |
| 指定自立支援医療機関（精神通院医療）                                                                   |
| 精神保健及び精神障害者福祉に関する法律（昭和２５年法律第１２３号）に基づく指定病院又は応急入院指定病院 |
| 精神保健指定医の配置されている医療機関                                                                 |
| 生活保護法指定医療機関                                                                                 |
| 難病の患者に対する医療等に関する法律（平成２６年法律第５０号）に基づく指定医療機関                     |
| 臨床研修病院                                                                                           |
| 特定疾患治療研究事業委託医療機関                                                                       |

災害拠点精神科病院（県指定）。
このほか、各種法令による指定・認定病院であるとともに、各学会の認定施設でもある。

## 交通アクセス
- 名古屋市営地下鉄名城線「自由ヶ丘駅」から徒歩で約5分[4]。